# Боги чумы
«Боги чумы» (нем. Götter der Pest) — немецкий художественный чёрно-белый фильм 1970 года, один из первых фильмов Райнера Вернера Фасбиндера. Снят по сценарию режиссёра оператором Дитрихом Ломаном, удостоенным за свою работу премии Deutscher Filmpreis.
Сам Фасбиндер в списке своих лучших фильмов, составленном за год до смерти, поставил этот фильм на пятое место.

## Сюжет
Молодой человек по имени Франц выходит из тюрьмы и возвращается в Мюнхен, разыскивая друзей и близких. Он встречается со своей девушкой Йоханной, которая работает певицей в ресторане, видится с братом Марианом и матерью. Также он сближается с девушкой по имени Маргарета, которая из-за него теряет работу. Полиция, узнав о возвращении Франца, решает следить за ним, чтобы установить его возможные преступные связи.
В очередной раз разыскивая брата, Франц встречает на улице его жену Магдалену. Та приводит Франца домой и говорит, что Мариана уже три дня не было дома. Франц остаётся с Магдаленой. От Карлы, продавщицы порножурналов, Франц узнаёт, где живёт его давний приятель Горилла. В квартире он находит Мариана мёртвым. Полицейский шантажирует Йоханну, говоря, что Мариана убил сам Франц и она будет считаться его пособницей, если не будет помогать полиции. Йоханна становится любовницей полицейского.
Франц с Маргаретой встречают Гюнтера по прозвищу Горилла. Тот признаётся, что это он убил брата Франца за то, что тот «слишком много болтал», причём Горилла выполнял приказ. Все трое едут к Джо, которому Франц и Горилла предлагают вернуться к своей прежней деятельности и вместе с ними ограбить магазин, однако Джо отказывается. Горилла поселяется вместе с Францем и Маргаретой.
От Карлы Йоханна узнаёт, что Франц и Горилла хотят ограбить супермаркет, в котором менеджером работает знакомый Франца. Йоханна сообщает адрес супермаркета полицейскому с просьбой, чтобы тот не убивал Франца. Франц и Горилла вечером заходят в пустынный супермаркет. Во время их разговора с менеджером появляется полицейский. Когда Франц и Гюнтер набрасываются на менеджера, полицейский стреляет и убивает Франца и менеджера, раня Гориллу. Горилла находит Карлу и убивает её.
Заключительная сцена показывает похороны Франца, на которых присутствуют его мать, Маргарета и плачущая Йоханна.

## В ролях
- Харри Бэр — Франц Уолш
- Ханна Шигулла — Йоханна Райхер
- Маргарета фон Тротта — Маргарета
- Гюнтер Кауфманн — Гюнтер («Горилла»)
- Карла Эгерер — Карла
- Ингрид Кавен — Магдалена
- Ян Георге — полицейский
- Лило Пемпайт — мать
- Мариан Зайдовски — Мариан
- Райнер Вернер Фасбиндер — покупатель журнала (эпизод)
- Ирм Херман — девушка за барной стойкой (эпизод)